# 8-й гусарський полк (Австро-Угорщина)
8-ий гусарський полк — полк цісарсько-королівської кавалерії Австро-Угорщини.
Повна назва: ‘’’K.u.k. Husaren Regiment «von Tersztyánszky» Nr. 8’’’
Дата утворення — 1696 рік.
Почесний шеф — генерал айстро-угорської армії Карл Терстянський.

## Склад полку

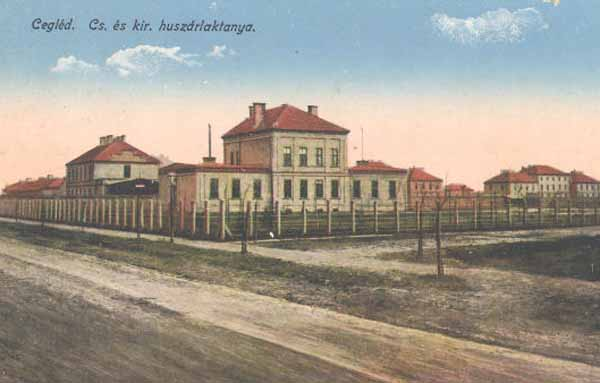
Казарми гусарів у Цеґледі

Набір рекрутів — Будапешт (з 1889 року).
Національний склад полку (липень 1914) — 74 % угорців та 26 % інших.
Мови полку (1914) — угорська.

## Інформація про дислокацію

### Перша світова
- 1914 рік — штаб і І-й дивізіон — Кечкемет; ІІ-й дивізіон — Цеґлед.[4].
- 1914 — входить до складу IV корпусу, 10 кавалерійська дивізія, 4 Бригада кавалерії

## Командири полку
- 1859: Йоханн Непомук фон Кйорвер[5]
- 1865: Ґустав Ґрайнер[6]
- 1879: Алексіс Відош де Колта[7]
- 1908: Фердинанд фон Біссінген і Ніппенбург[8]
- 1914: Адаберт Флюк фон Раггамб[9]